# Place de l'Hôtel-de-Ville (Rotterdam)
Pour les articles homonymes, voir Place de l'Hôtel-de-Ville.
La Stadhuisplein (en français : « place de l'Hôtel-de-Ville ») est une place piétonne de la ville néerlandaise de Rotterdam.

## Situation et accès
Ce site est desservi par la station de métro Stadhuis.

## Origine du nom
Elle est nommée en référence à l'hôtel de ville qui est situé sur cette place.

## Bâtiments remarquables et lieux de mémoire
Outre l'hôtel de ville se situe également sur la place le monument aux morts de 1940-1945 (Monument voor alle gevallenen 1940 - 1945) de Mari Andriessen et plusieurs établissements de restauration.
La place est aussi traditionnellement le lieu de rassemblement des supporters du club de football Feyenoord après les victoires de l'équipe.